# 賀循
賀循（260年—319年8月28日），字彥先，會稽山陰（今浙江紹興）人，魏晋时期官员。先人慶普，有所謂慶氏學，族高祖慶純改賀氏，孙吴名臣賀邵之子。

## 生平
生於260年（吳永安三年、魏景元元年），精禮傳，与纪瞻、闵鸿、顾荣、薛兼等齐名，号为“五俊”。舉秀才，出為陽羨令。任武康令，政教大行，鄰城宗之，“无援于朝，久不进序”，於會稽內史期間，开凿西興運河，自會稽郡城至錢塘江。轉為軍諮祭酒，陸機薦入洛，補太子舍人。多病，患有羸瘵（肺結核）。趙王倫篡位後，轉侍御史，不久以疾去職。琅玡王司馬睿鎮守建鄴時，任太常、太子太傅、左光祿大夫等職。官至太史、太常卿。卒於晉太興二年（319年），贈司空，谥号穆。
著有《丧服要记》、《会稽记》及《文集》等。

## 延伸阅读
[在维基数据编辑]
 《晉書/卷068》，出自房玄齡《晉書》
 在维基共享资源阅览影像